# Damian Ureche

Placă comemorativă amplasată la intrarea în blocul din Timișoara în care poetul a locuit

Damian Ureche (n. 2 septembrie 1935, Rugetu, România – d. 20 septembrie 1994, Timișoara, România) a fost un poet român care a trăit la Timișoara.

## Biografie
S-a născut la Rugetu, Slătioara, jud. Vâlcea la 2 septembrie 1935 și a încetat din viață la Timișoara la 20 septembrie 1994. A fost membru al Uniunii Scriitorilor din anul 1967. După studiile primare săvârșite în satul natal, urmează Liceul Moise Nicoară din Arad și Liceul C.D. Loga.
Studiile universitare și le desăvârșește la Facultatea de Filologie din Timișoara și Facultatea de Ziaristică București.
Devine corector la publicațiile “Scrisul Bănățean” și redactor la revista “Orizont” din Timișoara, șeful secției poezie.
Membru al Uniunii Scriitorilor din România din anul 1967.
A publicat 21 de cărți. Majoritatea volumelor de versuri sunt premiate de Uniunea Scriitorilor din România și Asociația Scriitorilor din Timișoara. Centrul de librării Timlibris îi decernează Marele Premiu de Popularitate în anul 1992. Are onoarea funcției de redactor șef al revistei “Timișoara mon amour”.
După trecerea în eternitate a poetului, ia ființă Fundația Literară „Damian Ureche”. Președintele de onoare al fundației este scriitorul Fănuș Neagu.
Cu sprijinul Asociației Scriitorilor din Timișoara și a confraților de litere, o librărie din Timișoara poartă numele lui Damian Ureche, iar la scara imobilului din Calea Șagului nr.53, unde a locuit poetul, s-a dezvelit o placă de marmură și o efigie de bronz în memoria lui.
Cu sprijinul consiliului local al comunei Slătioara , al primarului Sorin Romcescu și al maestrului Dinu Săraru, Biblioteca de la Casa de Cultură Țărănească “Dinu Săraru” și Școala din satul natal poartă numele lui Damian Ureche.
În fiecare an de la trecerea în eternitate a poetului, în septembrie, au fost organizate comemorări, atât la Timișoara cât și în satul Rugetu. 
Prin grija domnilor Dinu Săraru și Adrian Păunescu, poeziile lui Damian Ureche mai văd și astăzi lumina tiparului în publicațiile "Clipa" lui Dinu Săraru și "Flacăra" lui Adrian Păunescu, la rubrici consacrate, „restituiri” sau „reconsiderări necesare”. 

## Fundația literară „Damian Ureche”
Printre cele mai importante evenimente ale fundației, amintim acordarea premiilor literare “Damian Ureche” în anul 1995 pentru poezie lui Adrian Păunescu pentru volumul „Front fără învingători”, pentru proză lui Dinu Săraru pentru romanul “Crimă pentru pământ” și pentru jurnalistică lui Vartan Arachelian pentru activitatea jurnalistică. Evenimentul a fost onorat de prezența domnului Ion Rațiu și a actorilor Ștefan Iordache și Costel Constantin de la Teatrul Național București, care au recitat poezii din opera poetului Damian Ureche.

## Cărți publicate
1. „Temperamentul primăverii”, Editura pentru Literatură, București, 1964.
2. „Invitație la vis”, Editura Tineretului, București, 1968.
3. „Viori fară amurg”, Editura pentru Literatură, București, 1969.
4. „Prințul marelui puțin”, Editura Eminescu, 1970
5. „Elegie cu Francesca da Rimini”, Editura Cartea Românească, București, 1971.
6. „Tot ce mă doare”, Editura Facla, Timișoara, 1972.
7. „Noapte de zile mari”, Editura Cartea Românească, București, 1974.
8. „Spectacolul privirii”, Editura Facla, Timișoara, 1976.
9. „Balada neatârnării, Editura Facla, Timișoara, 1977.
10. „Poemul “Eminescu”, Editura Facla, Timișoara, 1979.
11. „Ulcioare de Horezu”, Editura Facla, Timișoara, 1982.
12. „Toamna poetului”, Editura Facla, Timișoara, 1986.
13. „Pescarii de pe apa de argint”, Editura Facla, Timișoara, 1989.
14. „Orașul martir Timișoara”, Editura Facla, Timișoara, 1990.
15. „Premiul Nobel pentru singurătate”, Editura Weinerth Mody&Dina, Timișoara, 1991.
16. „Mofturi de privighetoare”, Editura de Vest, Timișoara, 1992.
17. „Nunta Utopică”, Editura Popa`s Art, Timișoara, 1993.
18. „Eminescu”, portret simfonic, Editura Waldpress, Timișoara, 1994.

### Postume
- 1.	„Eminescu-poem”, Editura de Vest, Timișoara, 1995.

Apariția acestei cărți este prilejuită de împlinirea a 60 de ani de la nașterea și a unui an de la moartea poetului Damian Ureche, lucrare subvenționată de Guvernul României prin Ministerul Culturii.
- 2.	„Poezii alese”, volum antologic, Editura Eubeea, 1998,  Colecția Orient Latin.

A apărut cu sprijinul scriitoarei Nina Ceranu și a publicistului Ilie Chelaru.
- 3.	„Nod în papură”, Editura Eurostampa, Timișoara, 2001.

O selecție a aparițiilor publicate în Renașterea Bănățeană, de la numărul 501 la numărul 1393, editate prin grija Societății Literare “Sorin Titel” din Banat.
- 4  -  "Extras din fisa intima", volum editat sub egida Fundatiei Culturale "Orient Latin", Timisoara, proiect cofinantat de Consiliul Judetean Timis, Editura Eubeea, 2016.
- 5  -  "Poezii alese", editie ingrijita de Ilie Chelariu, volum cofinantat de Consiliul Judetean Timis, Timisoara, editura Eubeea, 2019